# 杨叶风毛菊
杨叶风毛菊（学名：Saussurea populifolia）为菊科风毛菊属的植物，为中国的特有植物。分布于中国大陆的云南、西藏、四川、湖北、陕西等地，生长于海拔1,700米至3,400米的地区，常生于山坡草地以及沼泽地，目前尚未由人工引种栽培。